# Pont de la Plana (Sant Joan de les Abadesses)
El Pont de la Plana és un pont de Sant Joan de les Abadesses (Ripollès) inclòs a l'Inventari del Patrimoni Arquitectònic de Catalunya.

## Descripció
Es tracta d'un pont situat sobre el torrent d'Arçamala. De pedra, amb dues arcades de mig punt sostingudes per un pilar central i els estreps corresponents, que arrenquen dels marges. Compta amb una barana d'obra.

## Història
El pont va ser començat l'any 1938 per salvar el fort pendent de l'Arçamala. Per a la seva construcció s'utilitzaren les pedres de l'església de Sant Miquel, que havia estat destruïda feia poc.